# Coco Jones
Courtney „Coco” Jones (ur. 4 stycznia 1998 w Columbii) – amerykańska aktorka, piosenkarka, tancerka i raperka. Jej rodzicami są Mike i Javonda Jones. Obecnie mieszka w Tennessee z rodzicami, siostrą, braćmi i dwoma psami.

## Dyskografia

### Albumy
| Tytuł         | Informacje |
| ------------- | --- |
| Why Not More? | - Wydany: 25 kwietnia 2025 - Wytwórnia: High Standardz, Def Jam - Format: CD, LP, digital download, streaming |

### Minialbumy
| Tytuł                  | Informacje                                                                                                |
| ---------------------- | --- |
| Coco Jones             | - Wydany: 10 października 2010 - Wytwórnia: nakład własny - Format: CD, digital download                  |
| Made Of                | - Wydany: 12 marca 2013 - Wytwórnia: Hollywood Records - Format: CD, digital download, streaming          |
| Let Me Check It        | - Wydany: 17 listopada 2017 - Wytwórnia: Future Mix - Format: streaming, digital download                 |
| H.D.W.Y.               | - Wydany: 20 września 2019 - Wytwórnia: nakład własny - Format: streaming, digital download               |
| What I Didn't Tell You | - Wydany: 4 listopada 2022 - Wytwórnia: High Standardz, Def Jam - Format: LP, digital download, streaming |
| Coco by the Fireplace  | - Wydany: 22 listopada 2024 - Wytwórnia: High Standardz, Def Jam - Format: streaming, digital download    |

### Piosenki
| Rok  | Piosenka         | Album                     | Notki            |
| ---- | ---------------- | ------------------------- | ---------------- |
| 2010 | Real You         | Radio Disney              |                  |
| 2010 | U B U            | Radio Disney              |                  |
| 2012 | Don’t Push Me    | Shake It Up: Live 2 Dance |                  |
| 2012 | Whodunit         | Shake It Up: Live 2 Dance | feat. Adam Hicks |
| 2012 | Guardian Angel   | Let It Shine              | Soundtrack       |
| 2012 | Me and You       | Let It Shine              | Soundtrack       |
| 2012 | What I Said      | Let It Shine              | Soundtrack       |
| 2012 | Who I’m Gonna Be | Let It Shine              | Soundtrack       |
| 2012 | Good To Be Home  | Let It Shine              | Soundtrack       |
| 2012 | Let It Shine     | Let It Shine              | Soundtrack       |
| 2012 | Around The Block | Let It Shine              | Soundtrack       |
| 2012 | Joyful Noise     | Let It Shine              | Soundtrack       |

## Filmografia
- 2010: Radio Disney's Next Big Thing jako ona sama
- 2011–2012: Z innej beczki jako ona sama/różne role
- 2012: Let It Shine jako Roxanne "Roxie" Andrews
- 2012: Powodzenia, Charlie! jako Kelsey
- 2013: Halloween Bush